# Éloge paradoxal
Pour les articles homonymes, voir Éloge (homonymie).
Un éloge paradoxal est un texte  écrit dans le but de louer un objet trivial, une personne ou un défaut habituellement blâmé par la société, à des fins comiques ou satiriques.
Par exemple,  dans Dom Juan de Molière, le valet Sganarelle fait l'éloge du tabac (Acte I Scène 1) ensuite le héros (Dom Juan) fait l'éloge de l'infidélité amoureuse (Acte I Scène 2) et de l'hypocrisie (Acte V Scène 2). C'est aussi un exercice de style à la mode au XVIe siècle.
Le genre prend sa source dans l'Antiquité, par exemple chez Lucien de Samosate ; il a été illustré à partir de la Renaissance par Érasme (Éloge de la folie) et Rabelais (éloge des dettes par Panurge).